# Falsimargarita
Falsimargarita is een geslacht van weekdieren uit de klasse van de Gastropoda (slakken).

## Soorten
- Falsimargarita atlantoides (Quinn, 1992)
- Falsimargarita benthicola Dell, 1990
- Falsimargarita callista Marshall, 2016
- Falsimargarita challengerica Marshall, 2016
- Falsimargarita coriolis Marshall, 2016
- Falsimargarita coronata (Quinn, 1992)
- Falsimargarita eximia Marshall, 2016
- Falsimargarita gemma (E. A. Smith, 1915)
- Falsimargarita georgiana Dell, 1990
- Falsimargarita glaucophaos (Barnard, 1963)
- Falsimargarita imperialis (Simone & Birman, 2006)
- Falsimargarita iris (E. A. Smith, 1915)
- Falsimargarita kapala Marshall, 2016
- Falsimargarita nauduri Warén & Bouchet, 2001
- Falsimargarita stephaniae Rios & Simone, 2005
- Falsimargarita tangaroa Marshall, 2016
- Falsimargarita terespira Simone, 2008
- Falsimargarita thielei (Hedley, 1916)